# Rock progresiv
Rockul progresiv (mai este numit și prog sau prog rock) este o ramură a muzicii rock care s-a dezvoltat la sfârșitul anilor '60 și începutul anilor '70 ca reacție a "încercărilor britanicilor de a duce muzica rock la nivele artistice ridicate".
Trupele de rock progresiv au depășit standardele muzicii rock de până atunci renunțând la cântece scurte cu refren, aranjamentele adoptate de aceste formații având acum origini în muzica clasică sau jazz. Din acest punct de vedere, se poate considera că, în formele cele mai avangardiste ale sale, dar și în cele de inspirație simfonică, rock-ul progresiv poate fi alipit avangardei "clasice", prin adoptarea muzicii modale, a atonalismului, a liberei imporvizații, a programatismului. În argumentarea afirmației, să amintim faptul că, intuind apropierea conceptuală și aflat la începutul carierei sale, Frank Zappa l-a contactat pe Edgar Varese (unul dintre părinții avangardei simfonice), atât pentru a învăța de la acesta, cât și pentru a finaliza un proiect comun (din păcate, proiectul nu s-a materializat din cauza decesului compozitorului franco-italian). Cântecele progresive erau deseori conceptuale sau abstracte iar grupurile de rock progresiv realizau albume conceptuale care se concentrau în jurul unei teme principale.
Rockul progresiv s-a dezvoltat din rockul psihedelic și rock alternativ de la sfârșitul anilor '60. Reprezentanți de marcă ai genului au fost trupe ca King Crimson, Yes, Genesis, Pink Floyd, Jethro Tull, Soft Machine și Emerson, Lake and Palmer ce au atins apogeul cu acest gen muzical până la mijlocul anilor '70.

## Istoric

### Precursori
Allmusic consideră poezia lui Bob Dylan, albumul Freak Out! al celor de la The Mothers of Invention (1966) și Sgt. Pepper's Lonely Heart Club Band al celor de la The Beatles (1967) ca fiind primele zvâcniri ale rockului progresiv, în timp ce progressiverock.com consideră Sgt. Pepper ... ca fiind "începutul" chiar dacă pe albume ale Beatleșilor ca Rubber Soul sau Revolver începuse deja să se observe adoptarea unor instrumente nu tocmai comune pentru muzica rock.
Freak Out!, lansat în 1966 era o combinație de rock progresiv, garage rock și muzică de avangardă. În același an, formația "1-2-3", numită mai târziu Clouds a început să experimenteze și să improvizeze considerabil. În martie în acel an, The Byrds au lansat "Eight Miles High", un single de rock psihedelic cu o sonoritate a chitarei inspirată din stilul de jazz al lui John Coltrane. Mai târziu în acel an, The Who au lansat "A Quick One While He's Away", un prim exemplu de operă rock considerat de mulți ca fiind prima piesă epică a genului progresiv.
În 1967, Jeff Beck a lansat single-ul "Beck's Bolero", inspirat din Bolero al lui Maurice Ravel iar în același an Procol Harum a scos single-ul cu influențe de Bach, "A Whiter Shade of Pale". Tot în 1967, Moody Blues au lansat Days of Future Passed care combina muzica clasică orchestrală cu muzica rock tradițională. Primul album al grupului Pink Floyd, The Piper at the Gates of Dawn conținea o compoziție instrumentală de aproape zece minute, în mare parte improvizată numită "Interstellar Overdrive".
Până la sfârșitul anilor '60, multe trupe rock începuseră deja să folosească instrumente din muzica clasică și cea orientală dar și să experimenteze cu improvizații și compoziții de durată. Unele formații, cum ar fi Soft Machine din Regatul Unit începuseră să experimenteze cu jazz fusion-ul. Până la sfârșitul deceniului grupuri precum Deep Purple sau The Nice înregistraseră albume influențate de muzica clasică alături de orchestre: Concerto for Group and Orchestra respectiv Five Bridges.

## Primele trupe
Criticul muzical Piero Scaruffi era de părere că "formațiile care au făcut parte din primul val al rockului progresiv au fost Traffic, Jeff Beck, Family, Jethro Tull și Genesis; în timp ce King Crimson, Yes și Van Der Graaf Generator reprezentau apogeul muzicii progresive".
Numeroase grupuri importante s-au format până la sfârșitul anilor '60 , printre care The Moody Blues (1964), Pink Floyd (1965), Soft Machine (1966), Barclay James Harvest (1966), Gong (1967), Genesis (1967), Jethro Tull (1967), The Nice (1967), Yes (1968), Caravan (1968), Rush (1968), King Crimson (1969), Supertramp (1969) și Gentle Giant (1969).
Deși majoritatea acestor trupe erau din Regatul Unit, genul progresiv creștea în popularitate și în alte părți ale Europei. Triumvirat a revoluționat mișcarea progresivă din Germania în timp ce Tangerine Dream, Faust, Can și Neu! au fost produse ale Școlli de Muzică Electronică din Berlin, aparținând mișcării numite Krautrock. Din 1979 până în 1986, formația Elvețiană Flame Dream a înregistrat un album la Philips Records, cinci albume la Vertigo Records și Phonogram Records și trei single-uri la Vertigo Phonogram Records cu ajutorul producătorului lui Steve Hackett, John Acock. Flame Dream înregistrau la studiourile Aquarius a lui Patrick Moraz în Geneva, Elveția alături de inginerul de sunet Jean Ristori. Tot la studiourile Patrick Moraz Aquarius au înregistrat și o serie de grupuri Europene de rock progresiv printre care Eloy sau chitaristul Britanic de jazz fusion John McLaughlin. Focus și Trance s-au format în Olanda iar în Franța au apărut Ange, Gong și Magma. În Grecia a făcut furouri trupa Aphrodite's Child condusă de pionierul muzicii electronice Vangelis. Și Spania a produs numeroase formații de prog rock, din care amintim de Canarios și Triana, iar Scandinavia a fost reprezentată de norvegienii de la Popol Vuh, suedezii Kaipa și grupul finlandez Wigwam. Rockul progresiv italian este cinsiderat în dese rânduri ca fiind chiar un subgen al muzicii progresive, Italia producând trupe ca New Trolls, Area, Banco del Mutuo Soccorso, Le Orme, Goblin, PFM, Museo Roshenbach, Il Balletto di Bronzo și Locanda Delle Fate.

## Apogeul și declinul
Popularitatea rockului progresiv a atins apogeul la mijlocul anilor '70, când artiștii genului se aflau pe primele locuri în topurile publicațiilor muzicale ale vremii din Marea Britanie și America prin albume cum ar fi Tubular Bells al lui Mike Oldfield. Până la acest moment deja se formaseră și o serie de formații nord-americane de rock progresiv. Kansas, care exista într-o anumită formă încă din 1971, a devenit unul dintre cele mai de succes grupuri progresive.
De asemenea, Electric Light Orchestra care s-au format în 1970 ca o transpunere progresivă a sonorității Beatles, a atins succesul tot la mijlocul anilor '70. Starul pop Todd Rundgren s-a mutat în zona muzicii progresive cu noua sa trupă, Utopia. Rush, originari din Toronto au devenit o formație importantă având o serie de albume de succes de la mijlocul anilor '70 și până astăzi. Influente dar cu mai puțin succes comercial au fost și grupurile Dixie Dregs din Georgia și Happy The Man din Washington D. C.
Criticul muzical Bruce Eder susține că "stricăciunea" din rockul progresiv "a început prin 1976, anul în care Emerson, Lake & Palmer au lansat albumul live Welcome Back My Friends". Eder pretinde că albumul a avut un sound slab și lipsă de inspirație în ceea ce privește prestațiile celor trei membrii ai trupei, toate acestea îndepărtând fanii dar și criticii muzicali de genul progresiv. Tot Eder este cel care spune că "sfârșitul rockului progresiv a venit repede: până în 1977, o nouă generație de ascultători apăruse și părea să fie mai interesată de o muzică pe care să te poți simți bine și care să-ți ofere bună dispoziție, neavând răbdare pentru cântece progresive de 30 de minute sau pentru albume conceptuale". El adaugă că până la sfârșitul anilor '70 și începutul anilor '80 "ELP de abia mai funcționa ca o formație și produceau muzică fără pic de energie; Genesis se redefineau...ca un grup pop-rock; iar Yes începuseră să realizeze cântece de patru minute...ba chiar scoteau și single-uri".
În 1974, patru dintre marile grupuri ale rockului progresiv - Yes, Emerson, Lake & Palmer, Genesis și King Crimson - au intrat într-o pauză sau au avut parte de schimbări de personal. Membrii din Yes și Emerson, Lake & Palmer și-au lansat materiale solo, la fel făcând și vocalistul din Genesis, Peter Gabriel care și-a părăsit trupa. Robert Fripp a anunțat și el sfârșitul formației King Crimson după lansarea albumului Red. Când, în 1977 Yes și ELP s-au reunit au avut ceva succes la început însă nu au mai putut să fie la fel convingători ca la începuturile lor.
Odată cu apariția muzicii punk rock la sfârșitul anilor '70 dar și a muzicii disco , grupurile progresive au fost considerate prea pretențioase , lumea fiind atrasă acum de un rock mai simplu și mai agresiv . Cu toate că era rockul progresiv se sfârșise trupele de gen aveau încă nenumărați fani iar formații ca Rush, Genesis, ELP, Yes, Queen și Pink Floyd încă lansau albume care intrau în Top Ten sau realizau turnee de proporții în totă lumea.
În 1979, an în care muzica punk deja evoluase în New Wave, Pink Floyd și-au lansat opera rock The Wall , unul dintre cele mai bine vândute albume din istorie. Multe formații apărute în perioada punk cum ar fi Siouxsie & the Banshees, Cabaret Voltaire, Ultravox, Simple Minds sau Wire aveau în muzica lor și influențe de prog rock pe lângă obișnuitul punk.

## Relansarea din anii '80
La începutul anilor '80 a avut loc o relansare a genului, prin intermediul unor artiști ca Marillion, UK, Twelfth Night, IQ, Pendragon, Quasar, Mach One și Pallas. Grupurile apărute în această perioadă sunt adesea catalogate ca fiind trupe de neo-progresiv sau neo-prog. Aceste formații au fost inspirate de grupurile de rock progresiv ale anilor '70 cum ar fi Genesis, Yes și Camel, dar au adoptat și unele elemente specifice muzicii New Wave. Sintetizatorul digital a devenit un instrument proeminent al genului neo-progresiv . Neo-progresivul a continuat și în anii '90 și după prin trupe ca Arena și Jadis.
În 1981, King Crimson s-au reunit adoptând acum un sound mai îndreptat spre techno iar Asia au debutat cu un album orientat spre muzica pop. Genesis au devenit mult mai comerciali în anii '80 iar Yes au revenit pe piața muzicală cu albumul 90125, disc ce conținea singurul single al formației ce a atins locul 1 în SUA: "Owner of a Lonely Heart". De asemenea albumul A Momentary Lapse of Reason al celor de la Pink Floyd, lansat în 1987, a fost cel prin care grupul a renunțat la albumele conceptuale, Floyd realizând pe acest LP cântece mult mai scurte și cu un sound mai electronic.

## Anii '90 și 2000
Vezi și: Metal progresiv
Rockul progresiv a avut parte de o nouă relansare în anii '90 . Un important factor al acestei relansări l-a constituit fondarea Societății Suedeze de Art Rock (1991), avându-l pe Pär Lindh ca întemeietor. Asociația era creată pentru salvarea valorilor rockului progresiv clasic. Această societate a constituit și un impuls pentru noi grupuri suedeze cum ar fi Anekdoten, Änglagård, Landberk și Pär Lindh Project care au atins succesul în perioada 1992 - 1994. Mai târziu a apărut așa-numitul "Al Treilea Val" din care făceau parte trupe precum The Flower Kings din Suedia, Porcupine Tree din Regatul Unit, Finisterre din Italia și Dream Theater, Death, Spock's Beard, Echolyn, Ten Jinn, Proto-Kaw, Glass Hammer din SUA și White Willow și Wobbler din Norvegia. Arjen Anthony Lucassen a produs o serie de albume conceptuale de prog-metal începând din 1995.

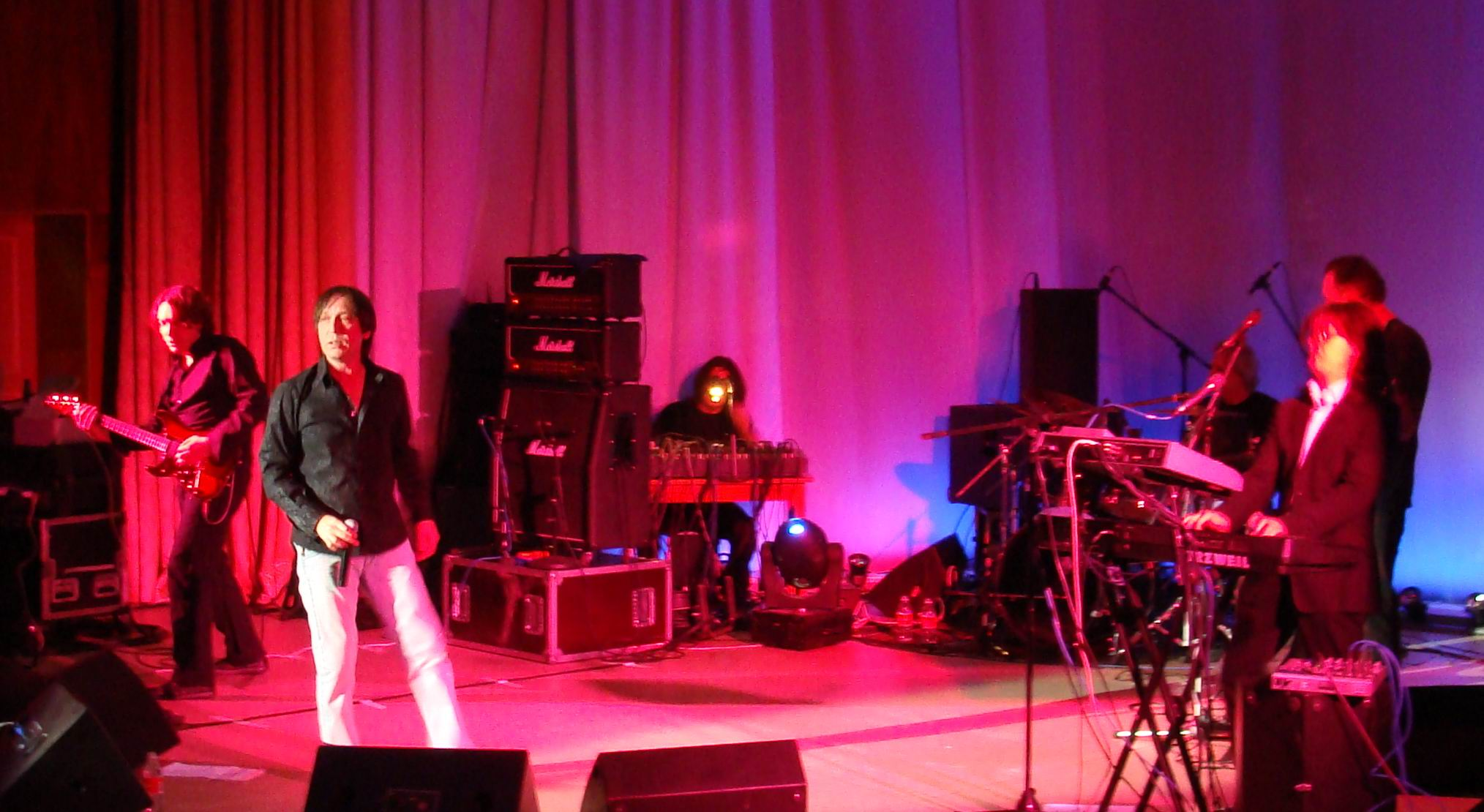
Nikolai Noskov

Câteva formații ale genului prog-metal cum ar fi Dream Theater, Ayreon, Opeth, Fates Warning și Queensrÿche îi consideră pe hard rockerii progresivi Rush ca fiind principala lor influență, cu toate că muzica respectivelor grupuri are influențe majore și din trupe clasice de metal ca Black Sabbath și Deep Purple. Tool îi consideră pe cei de la King Crimson ca fiind principala lor influență. King Crimson a cântat în deschiderea turneului celor de la Tool din 2001.
Rockul progresiv a constituit de asemenea o sursă de inspirație pentru genuri ca post-rock, avant garde metal, power metal, neo-classical metal și metal simfonic.

## Rock progresiv în România
Probabil, începutul muzicii progresive în România îl putem găsi în colaborarea grupului Olimpic 64 cu Dorin Liviu Zaharia, în primul rând, datorită modului arhaic, aproape psihedelic, de folosire a elementelor de folclor de către acesta din urmă. Demnă de menționat, pentru finalul anilor '60 și începutul anilor '70, este activitatea grupului Roșu și Negru, nota de jazz-rock din muzica lor atingând în unele momente nuanțe progresive în tratarea materialului muzical (vezi Sinestezie). Un moment cu nota "prog-rock" îl poate reprezenta piesa Zoomahia, de pe albumul Cantafabule, a grupului Phoenix și, cu siguranță, albumul Zalmoxe al grupului bucureștean Sfinx, cu toate multiplele sale influențe. Anii '70 au fost marcați, din perspectiva rock-ului progresiv românesc, de activitatea grupurilor și muzicienilor: Experimental Q, Modal Q, Ethos, F.F.N., Curtea Veche nr. 43,  Mircea Florian și Ceata melopoică, Pro Musica și Progresiv ABC, ultimii folosind din plin elemente ale avangardei simfonice. Cu excepția unor formații precum Vox T, Impact și în special Celelalte Cuvinte, rock-ul progresiv este în  declin în anii '80 (colaborarea lui Liviu Tudan cu Progresiv TM, materializată în albumul Puterea muzicii neavând argumente pentru a putea fi inclus în categoria muzicii progresive, deși există multe opinii în acest sens), dar este revitalizat după 1990, datorită activității unor grupuri sau artiști precum Floare albastră, Kogaion, Talitha Qumi, D'aia sau Ilie Stoian (ex-Progresiv ABC), acesta din urmă folosind aproape exclusiv elemente din avangarda muzicală simfonică. În anii 2000, Kumm (la început), byron sau Abis pot fi asimilați genului. Exemple de trupe ce abordează rock-ul progresiv din anii 2010 până în prezent sunt Yesterdays, Pasărea Rock, Alternativ Quartet, Quantiq, Taylor's Code, Izzy Waan, Gunshee, Meșterii Rock.

## Artiști ai genului
- King Crimson
- Yes
- Genesis
- Pink Floyd
- Jethro Tull
- Soft Machine
- Emerson, Lake and Palmer
- Peter Gabriel
- Procol Harum
- The Moody Blues
- The Nice
- Van Der Graaf Generator
- Barclay James Harvest
- Gong
- Caravan
- Rush
- Gentle Giant
- Focus
- Ange
- Magma
- Aphrodite's Child
- Triana
- Popol Vuh
- Kaipa
- Wigwam
- Area
- Banco del Mutuo Soccorso
- Le Orme
- Goblin
- Premiata Forneria Marconi
- Museo Rosenbach
- Il Balletto di Bronzo
- Locanda Delle Fatte
- Kansas
- Electric Light Orchestra
- Todd Rundgren
- Utopia
- Happy The Man
- Egg
- Olympic '64
- Dorin Liviu Zaharia
- Roșu și Negru
- Liviu Tudan
- Phoenix
- Sfinx
- Experimental Q
- Elicoidal
- Modal Q
- Mircea Florian și Ceata Melopoică
- Curtea Veche nr. 43
- Sorin Chifiriuc
- Pro Musica
- Celelalte Cuvinte
- Progresiv ABC
- Ilie Stoian
- Floare albastră
- Kumm
- Nightmare
- King Gizzard & the Lizard Wizard